# 문광면
문광면(文光面)은 대한민국 충청북도 괴산군에 설치된 면이다. 문광면은 지정학적상 동쪽으로 칠성면, 남쪽으로 청천면, 북쪽으로 괴산읍, 서쪽으로 사리면·청안면과 접한다. 배미산·장자봉 등 200∼500m의 낮은 구릉지가 넓게 분포하며, 달천의 지류인 성황천·광덕천 유역은 좁은 평야를 이루어 쌀·보리 등 주곡작물이 생산된다. 특산물로는 괴산 청결고추가 유명하며 절임배추 판매로 소득을 올리고 있다. 지방도가 문광면의 중앙을 관통하여 괴산읍과 청주시 방면으로 연결된다. 문화재로는 칠충사(충북기념물 7), 피세정, 매죽정, 신기리 절 터, 야미산성 등이 있다.

## 법정리
- 광덕리
- 대명리
- 문법리
- 방성리
- 송평리
- 신기리
- 양곡리
- 옥성리
- 유평리
- 흑석리